# Замок Бьерка-Себю
Замок Бьярке-Себю (швед. Nya slottet Bjärka-Säby) — замок в стиле барокко, расположенный к югу от Линчёпинга, в графстве Эстергётланд, Швеция. Замок Бьярке-Себю представляет собой два замка: старый и новый. Старое здание датируется 1632 годом. Новое здание принадлежит местной общине Пятидесятнической церкви.

## История
Замок Бьярке-Себю был построен для шведского дипломата и дворянина Гермунда Луи Седерхильма. Здание было основано на планах известного шведского ландшафтного архитектора Фредрика Магнуса Пипера. Строительство началось в 1791 году и было завершено незадолго до 1800 года. Окружающий ландшафт был спроектирован в стиле традиционного английского парка. В 1894—1898 годах здание подвергалось реконструкции по проекту архитектора Аги Линдегрена (1858—1927). Его работы отличаются от дизайна Пайпера и выглядят в стиле барокко.
Предложения по восстановлению интерьера были выдвинуты главным образом Сигурдом Курманом, секретарем Шведского совета по национальному наследию. В период с 1920 по 1921 год Эрик Фант, архитектор Северного музея, провел реконструкцию, отражающую происхождение усадьбы в конце 1700-х годов. Внешний вид был сохранен в результате преобразования на основе Аги Линдгрена.
С 1980 года замок принадлежит Sionförsamlingen i Linköping, церкви шведского пятидесятнического движения в Линчёпинге.
Внутри замка висят портреты Хедвиг Экман, Густав Аулен, Натан Сёдерблом и иконы Бриджит Шведской, а также традиционные иконы русской православной, греко-православной, коптской православной традиции и иконы, написанные членами общины. В замке также есть святоотеческая библиотека, а также боковая часовня, которая была построена в XVIII веке благодаря набожности пиетистской лютеранки Хедвиг Экман.